# جيس باركر
جيس باركر (بالإنجليزية: Jess Barker)‏ مواليد 4 يونيو 1912 في غرينفيل، الولايات المتحدة - الوفاة 8 أغسطس 2000 في كاليفورنيا، الولايات المتحدة، هو ممثل أمريكي بدأ مسيرته الفنية سنة 1943. امتدت مسيرته الفنية لأكثر من 34 عاما. من أعماله فتاة الغلاف.

## روابط خارجية
- جيس باركر على موقع IMDb (الإنجليزية)
- جيس باركر على موقع أول موفي (الإنجليزية)
- جيس باركر على موقع قاعدة بيانات برودواي على الإنترنت (الإنجليزية)
- جيس باركر على موقع قاعدة بيانات الفيلم (الإنجليزية)